# Kairos (álbum)
| Críticas profissionais | Críticas profissionais |
| Avaliações da crítica  | Avaliações da crítica  |
| Fonte                  | Avaliação              |
| ---------------------- | ---------------------- |
| Allmusic               | [ 1 ]                  |
| The A.V. Club          | C−                     |
| Knac                   | [ 3 ]                  |

Kairos é o décimo segundo álbum de estúdio do Sepultura, lançado em 2011. É o primeiro álbum da banda lançado pela Nuclear Blast. É o último album com o baterista Jean Dolabella.

## Faixas
| N.º            | Título                             | Duração |  |
| 1.             | "Spectrum"                         | 4:03    |  |
| 2.             | "Kairos"                           | 3:37    |  |
| 3.             | "Relentless"                       | 3:36    |  |
| 4.             | "2011"                             | 0:30    |  |
| 5.             | "Just One Fix" (cover do Ministry) | 3:33    |  |
| 6.             | "Dialog"                           | 4:57    |  |
| 7.             | "Mask"                             | 4:31    |  |
| 8.             | "1433"                             | 0:31    |  |
| 9.             | "Seethe"                           | 2:27    |  |
| 10.            | "Born Strong"                      | 4:40    |  |
| 11.            | "Embrace the Storm"                | 3:32    |  |
| 12.            | "5772"                             | 0:29    |  |
| 13.            | "No One Will Stand"                | 3:17    |  |
| 14.            | "Structure Violence (Azzes)"       | 5:39    |  |
| 15.            | "4648"                             | 0:29    |  |
| Duração total: | Duração total:                     | 45:53   |  |

| Bônus da edição Deluxe |                                      |         |  |
| N.º                    | Título                               | Duração |  |
| 16.                    | "Firestarter" (cover do The Prodigy) | 4:30    |  |
| 17.                    | "Point of No Return"                 | 3:24    |  |
| Duração total:         | Duração total:                       | 53:18   |  |

## Desempenho nas paradas
| Parada (2011)                                 | Peak Position |
| --------------------------------------------- | ------------- |
| Áustria (Ö3 Austria Top 40)                   | 75            |
| França (SNEP)                                 | 87            |
| Alemanha (Offizielle Deutsche Charts)         | 49            |
| Suíça (Schweizer Hitparade)                   | 45            |
| Reino Unido (UK Independent Albums Chart)     | 44            |
| Reino Unido (UK Rock & Metal Albums)          | 28            |
| Estados Unidos (Billboard Independent Albums) | 48            |

## Créditos

### Sepultura
- Derrick Green - vocal
- Andreas Kisser - guitarra
- Paulo Jr. - baixo
- Jean Dolabella - bateria

### Ficha Técnica
- Produção e Mixagem: Roy Z
- Masterização: Maor Appelbaum
- Capa: Eric Sayers